# Johann Wollinger
Johann Wollinger (* 13. Februar 1915 in Wien; † 17. September 1965 ebenda) war ein österreichischer Politiker (ÖVP) und Wiener Stadtrat.
Wollinger studierte an der Universität Wien und wurde 1940 promoviert. Im Anschluss war er bis 1941 Gerichtsassessor und leistete in der Folge bis 1945 seinen Kriegsdienst ab. Er gehörte zwischen 1943 und 1945 zu einer der führenden Funktionären der österreichischen Widerstandsbewegung und war Leiter einer großen Akademikergruppe. Nach dem Ende des Zweiten Weltkriegs war Wollinger zwischen 1945 und 1948 Ministerialoberkommissär im Bundesministerium für Unterricht und wechselte 1948 als Geschäftsführer der Sektion Handel und Akademikerreferat in die Kammer der gewerblichen Wirtschaft für Wien. Zudem war Wollinger publizistisch tätig und hielt Rundfunkvorträge.
Wollinger war vom 17. Oktober 1954 bis zum 21. Oktober 1958 Abgeordneter zum Wiener Landtag und Gemeinderat. Er wurde am 19. Dezember 1964 zum Amtsführenden Stadtrat für Städtische Unternehmungen in die Landesregierung Jonas IV gewählt und gehörte zudem der folgenden Landesregierung Marek I bis zu seinem Tod an. Wollinger verstarb 1965 nach monatelanger schwerer Krankheit. Seine Nachfolgerin Maria Schaumayer hatte auf Grund von Wollingers Krankheit bereits am 2. Juni 1965 dessen Vertretung übernommen. Nach seinem Tod wurde Wollinger in einem ehrenhalber gewidmeten Grab auf dem Meidlinger Friedhof beigesetzt. 
Seit 1934 war er Mitglied der katholischen Studentenverbindung KaV Norica Wien im ÖCV. Später wurde er noch Mitglied der KÖHV Alpinia Innsbruck, KÖStV Austria Wien und KÖHV Franco-Bavaria Wien.